# Okhotsk

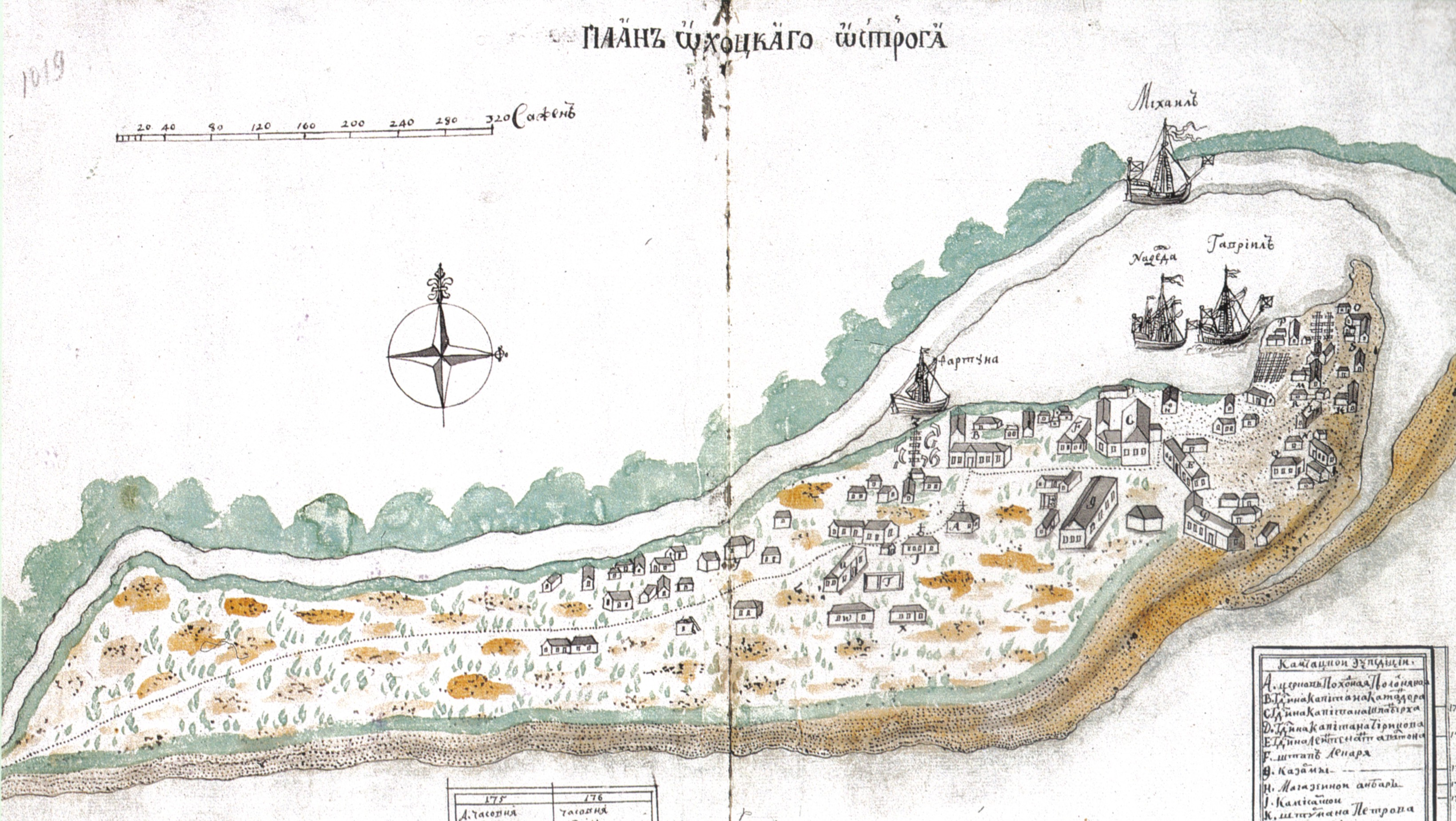
Mapa d'Okhotskoy Ostrog de 1737

Okhotsk (en rus:Охо́тск) és un assentament de tipus urbà de Rússia i centre administratiu del districte d'Okhotsk al krai de Khabarovsk està en la desembocadura del riu Okhota al Mar d'Okhotsk. El 2010 tenia 4.217 habitants.
Va ser el primer assentament rus a l'Extrem Orient Rus i a la costa de l'oceà Pacfic. Va ser fundat l'any 1643. pels cosacs dirigits per Semion Xelkóvnikov. El fort de Kossoi ostrojok va ser construït l'any 1649.
L'explorador Vitus Bering, va sortir d'Okotsk en les seves expedicions a Kamtxatka quan va descobrir l'Estret de Bering i Alaska. Aleshores el governador de la ciutat era el jueu portuguès Anton de Vieira.
El creixement de Petropàvlovsk-Kamtxatski va desplaçar Okhotsk de la posició principal en el comerç a principi del segle xix però va continuar tenint importància militar en la navegació. El 1840, es van començar els treballs per construir un millor port a Aian.
Okhotsk va ser un lloc de llançament de coets entre 1981 i 2005.